# 雪印ビーンスターク
雪印ビーンスターク株式会社（ゆきじるしビーンスターク）は育児用粉乳及びベビーフード、ベビー関連用品を製造・販売するメーカー。
2016年4月1日にビーンスターク・スノー株式会社から社名を変更した（英文社名は変更なし）。

## 概要
前身は雪印乳業（現：雪印メグミルク）の育児品事業部であり、雪印集団食中毒事件、さらに雪印牛肉偽装事件の後、大塚グループの支援の元、2002年に大塚製薬と雪印乳業が共同出資して設立。現在は雪印メグミルクグループの一員である。大塚グループの持株会社である大塚ホールディングスはグループに数えていない。本社は東京都新宿区四谷本塩町と、登記上の本店として北海道札幌市東区苗穂町にある。
社名の「ビーンスターク」とは童話『ジャックと豆の木』に登場する一晩で伸びる豆の木のことで、すくすくと育っていく子供のイメージに照らし合わせて共通ブランドとしている。
なお大塚グループは元々、哺乳びんなどベビー用品事業には参入していたが、現在は哺乳びん、ベビー用のポカリスエットや薬用スキンケア商品を含め、全ビーンスタークブランド商品を雪印ビーンスタークが販売している。
なお、「ビーンスターク」は両社での共通のブランドとなっており、大塚製薬では2011年4月に事業所内保育所として「ビーンスターク保育園とくしま」を開設した。

## 沿革
旧雪印乳業の育児品事業を中心とする
- 1951年 - 粉ミルク『ビタミルク』発売。
- 1970年 - 粉末タイプのベビーフードを発売。
- 1982年 - 成分を母乳に更に近づけた『ネオミルク』を発売。
- 1985年 - ベビーおやつを発売。
- 1993年 - レトルトタイプのベビーフードを発売。
- 2002年 - 一連の不祥事発覚により、雪印乳業から分社化。雪印乳業80%、大塚製薬20%の出資で、ビーンスターク・スノーを設立。
- 2003年 - 粉ミルク『ビーンスターク すこやか』を発売
- 2005年 - 機能性食品『ビーンスターク ハキラ』を発売
- 2007年 - 機能性食品市場に本格参入、「ライフナビゲートフーズ」ブランドを立ち上げる。『ファインスリム』『モンダミンタブレット ハレガード』『ウルトラ ハレガード』を発売。9月より、元の親会社である雪印乳業向けに、粉ミルク『ぴゅあ』『たっち』の製造を開始。
- 2015年 -　第3回全国母乳調査を開始。
- 2016年 - 雪印ビーンスタークに社名変更。

## 商品
- 粉ミルク
  - 「すこやか」「つよいこ」「ペプディエット」「pm」など
  - 雪印ブランド「ぴゅあ」「たっち」など
- ベビーフード（ドライ・レトルト・フリーズドライ・おやつ）
- 哺乳瓶・スキンケア商品
- ピュリファンP（消毒薬）
- ハキラ（虫歯予防口中清涼菓子）
- 機能性食品『モンダミンタブレット ハレガード』
- 機能性食品『ウルトラ ハレガード』
- ダイエット食品『ファインスリム』
- 北海道スキムミルク（雪印メグミルクからの受託製造）

など